# Utgard (Callisto)
Utgard è un'ampia struttura anulare presente sulla superficie di Europa. Di poco superiore ai 600 km di diametro, è per estensione la quarta struttura della luna.
Una parte sostanziale della regione centrale del bacino è coperta di depositi provenienti dal relativamente giovane cratere Burr.
Il nome riprende quello della dimora dei giganti di brina della mitologia norrena.